# Gruppo astronauti CSA 4

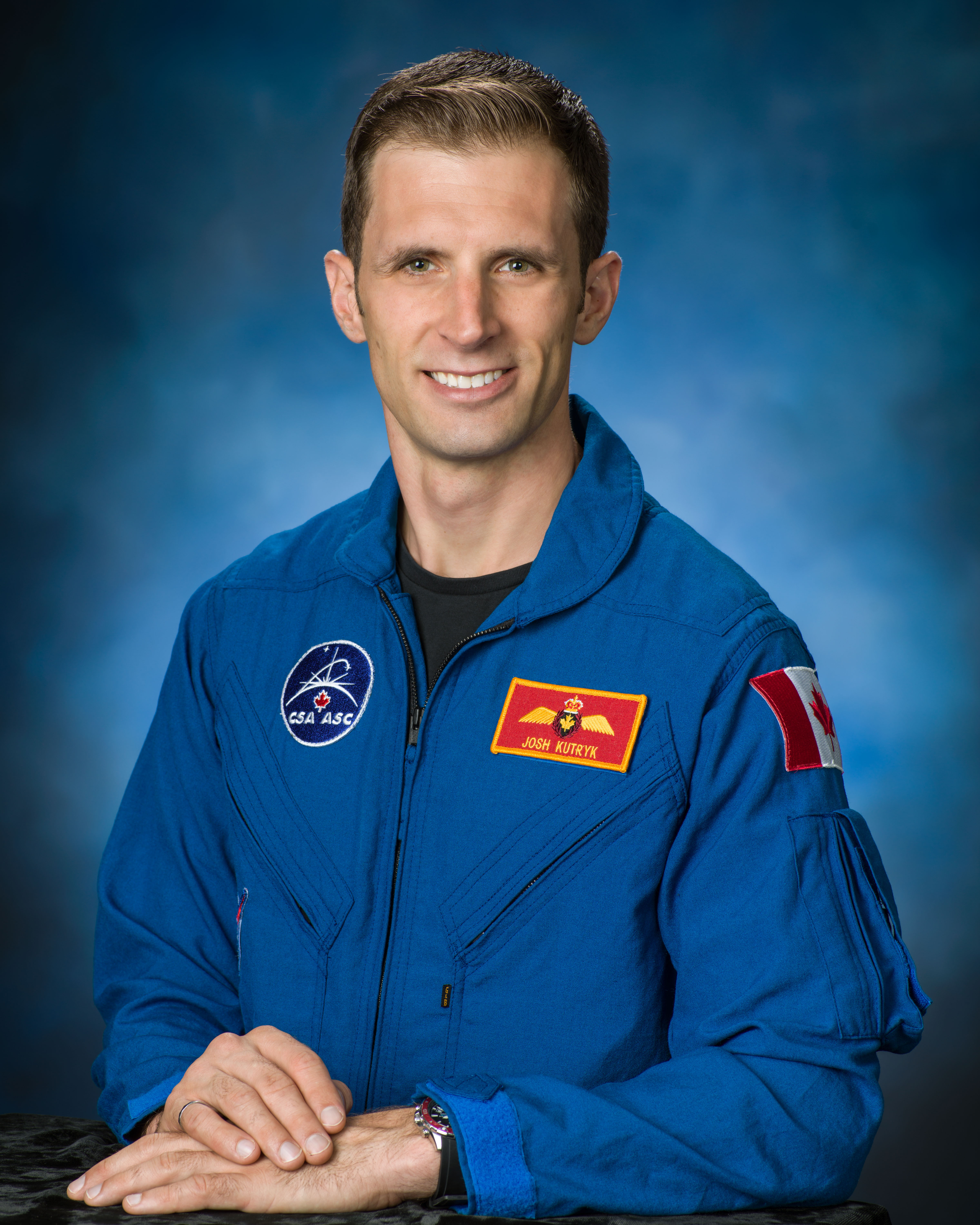
Astronauta Joshua Kutryk

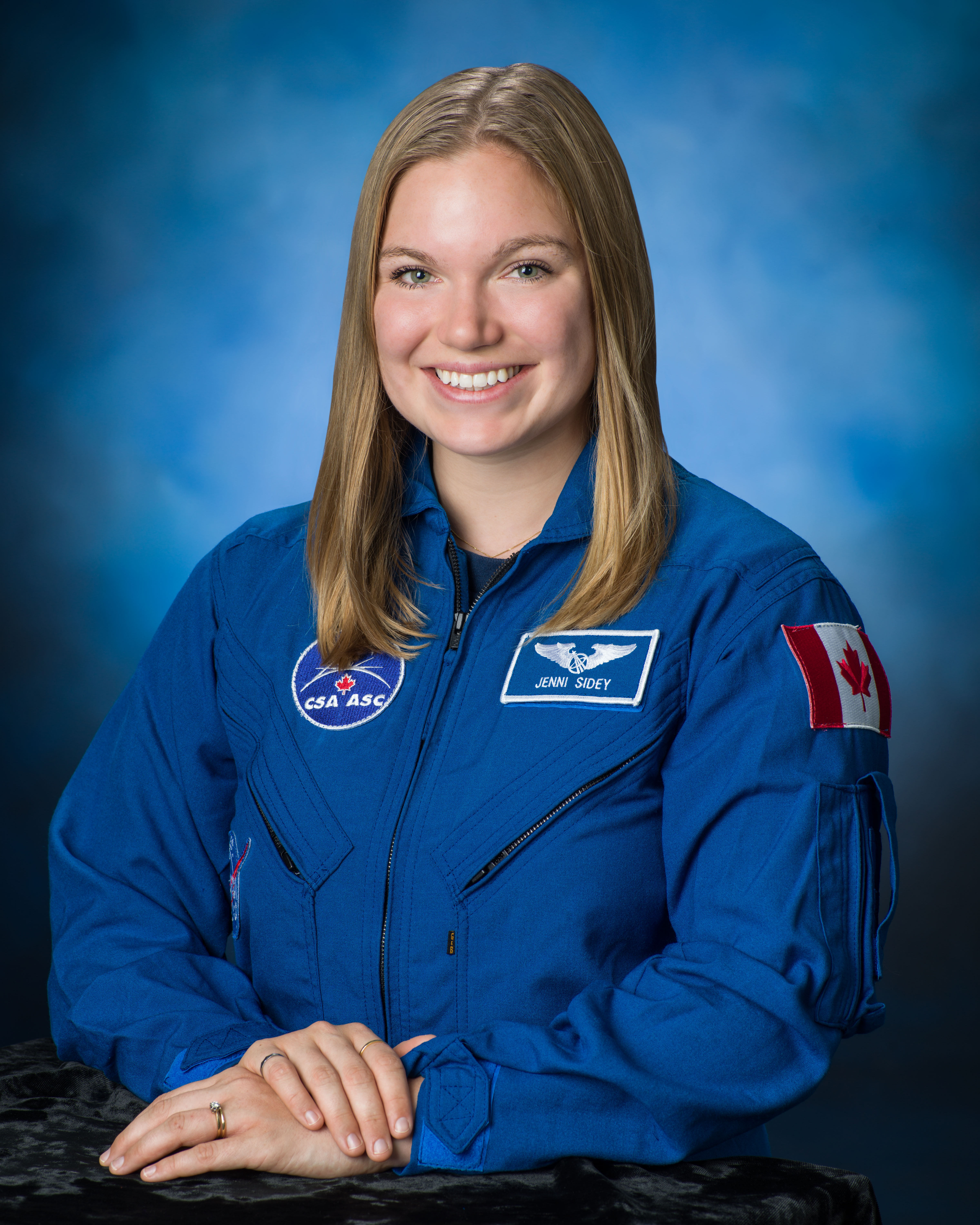
Astronauta Jennifer Sidey

Il Gruppo astronauti CSA 4 è un gruppo di astronauti selezionati dall'Agenzia spaziale canadese (CSA) nel 2017. 

## Storia
I due astronauti dell'Agenzia spaziale canadese vennero selezionati nel luglio 2017. Il mese successivo si unirono al Gruppo 22 degli astronauti NASA selezionati nel giugno 2017, iniziando l'addestramento astronautico di base della durata di due anni al Johnson Space Center della NASA. Nei due anni svolsero addestramenti di sopravvivenza nella foresta, addestramenti sull'EMU e sulle attività extraveicolari, conoscenza e volo sull'aereo T-38, studio dei sistemi del Segmento americano della Stazione spaziale internazionale, addestramento robotico, studio della lingua russa e altro. Completarono l'addestramento nel gennaio 2020, ricevendo la qualifica e la spilla argentata di astronauta.

## Processo di selezione

### Requisiti
Tra il 17 giugno e il 15 agosto 2016 l'Agenzia spaziale canadese accettò le domande per la posizione di candidato astronauta. I requisiti minimi richiesti erano:
- laurea in scienze, ingegneria o medicina
- aver accumulato una rilevante esperienza nel proprio campo
- godere di ottima salute e soddisfare i requisiti fisici

Alla scadenza, il 15 agosto 2016, 3772 persone avevano inviato la propria candidatura; di questi il 24% erano donne.

### Prima fase
I candidati che superavano i requisiti minimi svolsero il Public Service Entrance Exam, testi logici e esami medici preliminari. Alla conclusione di questi test i candidati ammessi alla seconda fase furono 72.

### Seconda fase
Del bacino dei 72 candidati facevano parte medici, ingegneri, scienziati, piloti collaudatori, professori, e altro, totalizzando 210 lauree accademiche, principalmente in ingegneria, scienze mediche, scienze fisiche, scienze biologiche e biomediche, aeronautiche e aerospaziali. Tutti i candidati della seconda fase possedevano i requisiti minimi per diventare un astronauta; a quel punto iniziarono a testare le caratteristiche attitudinali dei candidati attraverso una prima serie di test nel febbraio 2017. La prima serie di test ebbe luogo durante tre giorni a Saint-Jean-sur-Richelieu nel Quebec durante i quali vennero testate le capacità di ragionamento strategico dei candidati e addestramento fisico, tra cui:
- test di destrezza, logica e ragionamento critico
- test di nuoto, fitness e cardio

Vennero testate anche altre qualità, come il buon senso, la motivazione, l'intraprendenza, il lavoro di squadra e la capacità di comunicazione.

### Terza fase
La terza fase iniziò nel marzo 2017 e poterono accedere 32 candidati; essa durò una settimana e venne svolta a Halifax in Nuova Scozia. Durante la settimana i candidati affrontarono simulazioni di situazioni d'emergenza in ambienti difficili per testare la loro resilienza e abilità nel pensare e reagire sotto pressione.
Tra gli esercizi individuali e di gruppo svolti furono:
- risoluzione di problemi
- affrontare simulazioni di emergenza e recupero
- affrontare incendi e contenere inondazioni[3]

### Quarta fase
A partecipare alla quarta fase che iniziò nell'aprile 2017 furono 17 candidati. Essi dovettero dimostrare le proprie abilità nella risoluzione dei problemi, destrezza, coordinazione, leadership e spirito di squadra. Vennero sottoposti inoltre a test di robotica, comunicazione e approfonditi test medici. Furono testati principalmente in tre campi:
- Robotica: dopo aver seguito un addestramento robotico al Centro spaziale John H. Chapman della CSA, i candidati svolsero simulazioni delle operazioni sul braccio robotico Canadarm 2 per dimostrare destrezza e una veloce capacità di apprendimento.
- Salute: gli astronauti rimangono lunghi periodi in orbita perciò essere dotati di una salute eccellente è fondamentale. I candidati vennero sottoposti a estesi esami medici, inclusi test del sangue, test respiratori, agli occhi e ai denti, valutazioni psicologiche, scan e MRI.
- Comunicazione: il lavoro svolto dagli astronauti comprende parlare del programma spaziale e aiutare a promuovere i campi STEM, venendo visti come modelli per molte le persone intorno al mondo. Durante la selezione vengono quindi testate le loro capacità comunicative usando parole e concetti semplici e la capacità di parlare in pubblico. I test di comunicazione comprendevano svolgere presentazioni nelle scuole, condurre interviste con i media, filmare videomessaggi e produrre contenuti per i social media.[3]

### Quinta e ultima fase
Nel maggio 2017 i candidati astronauti rimasti svolsero un ultimo colloquio al John H. Chapman Space Centre con una commissione formata da ex dirigenti CSA, esperti del settore e attuali e ex astronauti CSA.

### Annuncio dei candidati astronauti
Nel 1º luglio 2017, durante le celebrazioni per il 150º anniversario della Confederazione canadese, il primo ministro canadese Justin Trudeau annunciò i due nuovi candidati astronauti della CSA.

## Lista degli astronauti
- Joshua Kutryk
- Jennifer Sidey